# هجين (قصة قصيرة)
هجين (بالألمانية: Eine Kreuzung) قصة قصيرة ألمانية من تأليف الكاتب التشيكي فرانز كافكا، نشرت للمرة الأولى في عام 1931 بعد وفاة كافكا في مجموعة من قصص كافكا القصيرة «سور الصين العظيم» قام صديقه ماكس برود بتجميعها ونشرها في برلين.

## القصة
القصة تتحدث عن حيوان هجين نصف قط ونصف خروف، يصف الرواي الكائن وسماته المأخوذه من سلالات من الحيوانات، ومع ذلك فهو أيضاً يختص بصفات يتميز بها. جزء كبير من القصة يهتم بوصف عادات الأكل الغريبة لدى المخلوق مثل شربه الحليب وإظهاره أنيابه في آن واحد. بعض التحليلات للقصة تربطها باهتمام تولستوي الشديد للغذاء وسلوك الإنسان.

## وصلات خارجية
- هجين، على ويكي مصدر الألمانية.
- هجين، على كتب جوجل.
- هجين، على الفهرس العالمي.